# Nikita Simonián
Nikita Pávlovich Simonián (en armenio: Նիկիտա Մկրտիչ Սիմոնյան, en ruso: Никита Павлович Симонян, n. 12 de octubre de 1926 en Armavir) es un exfutbolista internacional y entrenador ruso de origen armenio. Simonián es el máximo goleador de la historia del Spartak de Moscú con 160 goles, y es también el máximo goleador de la Soviet Top Liga con 133 goles. Tras dejar su carrera como futbolista comenzó su trayectoria como entrenador, en la que se proclamó campeón de la Soviet Top Liga tanto con el Spartak Moscú como con el Ararat Ereván, el único título de liga que consiguió el equipo armenio en la época soviética.
Posteriormente fue galardonado con el título de Maestro Emérito de Deportes de la Unión Soviética en 1954, entrenador de Honor de Rusia en 1968, el entrenador Emérito de la Unión Soviética en 1970 y el título de Comandante de la Orden "por servicios a la Patria" el 29 de diciembre de 2011. También ha sido primer vicepresidente de la Unión de Fútbol de Rusia.

## Palmarés

### Club
Jugador
 Spartak Moscú
- Soviet Top Liga (4): 1952, 1953, 1956, 1958
- Copa de la Unión Soviética (2): 1950, 1958
- Máximo goleador de la Soviet Top Liga (3): 1949 (26 goles), 1950 (34 goles), 1953 (14 goles)
- 233 partidos, 133 goles

Entrenador
 Spartak Moscú
- Soviet Top Liga (2): 1962, 1969
- Copa de la Unión Soviética (3): 1963, 1965, 1971

 Ararat Yerevan
- Soviet Top Liga (1): 1973
- Copa de la Unión Soviética (1): 1973

### Selección
Unión Soviética
- Juegos Olímpicos (1):  1956
- Copa Mundial de Fútbol: 1958 (cuartos de final)